# Domnall Midi
Domnall Midi mac Murchada (ayant vécu vers 715- 20 novembre 763), était roi de Mide et Ard ri Érenn de 743 à 763. Domnall mac Murchada est le premier Ard ri Erenn issu du Clan Cholmáin, la lignée des Uí Néill du sud qui règne sur le royaume de Mide soit approximativement le moderne comté de Westmeath et la partie nord du comté d'Offaly. Avant lui, la dynastie la plus puissante des Uí Néill du Sud est le Síl nÁedo Sláine issu du roi Áed Sláine († 604) qui règne sur Brega, plus à l'est dans la riche plaine le long de la Boyne. 

## Origine
Domnal Midi était le fils de Murchad Midi mac Diarmato († 715) roi d'Uisnech puis de Mide du Clan Cholmáin des Ui Neill du Sud et d’Ailpin fille de Comgall mac Saran roi de Delbna Mór .

## Roi de Mide
Quand son père, Murchad mac Diarmata, meurt en 715, il est nommé  « righ h-Ua Neill » c'est-à-dire « roi des Uí Néill » par les annalistes. Cette dénomination désigne apparemment le lieutenant parmi les Uí Néill du Sud pendant le règne d'un Haut-Roi d'Irlande issu des Uí Néill du Nord de manière similaire le lieutenant des Uí Néill du Nord pour un Ard ri Erenn choisi parmi les Uí Néill du Sud est nommé  « Rí in Tuaiscert » c'est-à-dire « Roi du Nord ». Domnall devait cependant être trop jeune en 715 pour exercer une quelconque influence au cours des années suivantes car son nom n'est pas mentionné dans le Chroniques d'Irlande avant 730, deux ans après la mort de Cináed mac Írgalaig du Síl nÁedo Sláine. Après lui le titre d'Ard ri Erenn passe à un nouvel Uí Néill du Nord, Flaithbertach mac Loingsig († 765) du Cenél Conaill.  
Domnall avait succédé effectivement à son père en 730 quand les annales d'Ulster relèvent cette année-là « la perturbation d'un campement contre Domnall mac Murchada dans le Cúla ». Le Cúla est la partie nord-ouest de Brega au-dessus de la vallée de la  Blackwater, vers Kells, où règne une lignée du Síl nÁedo Sláine, le Síl nDlúthaig. Leur royaume comprend Tailtiu et Ráith Airthir, l'antique site où se tient la foire annuelle des rois de Tara et l'ancienne forteresse des rois de Brega. Parmi les quatre infractions que, d'après un poème contemporain, le roi des Uí Néill avait le droit de juger de sa propre autorité était « la perturbation d'un campement » . L autorité de Domnall, comme suzerain des Uí Néill du Sud, semble donc apparemment avoir  été remise en question par l'un des royaumes de la lignée rivale du Síl nÁedo Sláine.  
In 734 Flaithbertach mac Loingsig est détrôné ou abdique et remplacé comme Ard ri Erenn par Áed Allán mac Fergaile, un autre Uí Néill du Nord qui vient d'établir le pouvoir du Cenél nEógain  sur le royaume de Conailli Muirthemne dans le comté de Louth et de remporter en 738 une grande victoire sur les rois du Leinster. Ces évènements sont peut-être la cause de la première entrée dans la vie religieuse de Domnall qui se retire dans un monastère en 740.

## Ard ri Erenn
En 742, cependant, Áed Allán étrangle de ses propres mains l'un de ses principaux « rois-clients », Conaing mac Amalgada roi de Brega Nord. Cet acte de violence flagrante a peut-être encouragé Domnall à revenir à la vie laïque.   En 743, il défait et tué Áed Allán dans une bataille à Tethbae. Contrairement à son prédécesseur, Domnall Midi maintint de bonnes relations avec les Uí Dúnlainge qui contrôlaient le nord Leinster et dont le roi devint son gendre. Bien que l'année 743 soit considérée comme le début du règne de Domnall comme « Haut-Roi d'Irlande », l'année suivante le voit rejoindre sa retraite dans son monastère.  
Domnall n'apparaît plus dans les annales jusqu'en 753 lorsqu'il proclame la « Loi de Columba », commençant ainsi une longue  collaboration entre le Clan Cholmáin et Iona qui aboutit avec la refondation de Abbaye de Kells au début du IXe siècle. L'autorité de Domnall et sa prise de conscience de la menace que fait pesée sur elle le Cenél nEógain sont tous deux révélés par une entrée des annales pour l'année 756, selon laquelle il exige que les « Hommes du Leinster » marchent vers l'est afin d'attaquer Mag Muirthemne, l'enclave du Cenél nEógain sur la côte de la mer d'Irlande.  
Quand Domnall meurt le 20 novembre 763, il a établi le pouvoir du Clan Cholmáin dans les Midlands d'Irlande. Le titre d’Ard ri Érenn à Niall Frossach le demi-frère cadet de son prédécesseur.

## Union et postérité
Domnall Midi avait épousé Ailbine fille d’Ailill mac Cenn Fáelad roi d’Ard Ciannachtae dont :
- Eithne († 795)[11] épouse de Bran Ardchenn mac Muiredaig Uí Dúnlainge († 795) roi de Leinster.
- Donnchad Midi mac Domnaill roi de Mide et Ard ri Érenn

## Sources
- (en) Edel Bhreathnach The kingship and landscape of Tara Editor Four Courts Press for The Discovery Programme Dublin (2005)  (ISBN 1851829547).
- (en) T. M. Charles-Edwards «  Domnall mac Murchada (d. 763) », Oxford Dictionary of National Biography, Oxford University Press, 2004.
- (en) Francis J.Byrne Irish Kings and High-Kings, Courts Press History Classics Dublin (2001)  (ISBN 1 851 82 1961)
- (en) Gearóid Mac Niocaill, Ireland before Vikings, Dublin, Gill & Macmillan, 1972, p. 120,126
- (en) Dictionary of Irish Biography article de  Ailbhe Mac Shamhrain, Domnall Midi